# Besleria citrina
Besleria citrina är en tvåhjärtbladig växtart som beskrevs av Karl Fritsch. Besleria citrina ingår i släktet Besleria och familjen Gesneriaceae. Inga underarter finns listade i Catalogue of Life.